# Lucius Verginius Tricostus Esquilinus
Lucius Verginius Tricostus Esquilinus est un homme politique et soldat romain du Ve siècle av. J.-C. Il est élu Tribun militaire à pouvoir consulaire en 402 av. J.-C., 
En raison de ses mauvaises relations avec Manius Sergius Fidenas qui ont conduit à une défaite à Véies il doit quitter ses fonctions avant l'expiration de son mandat. L'année suivante, les deux tribuns sont traduits en justice et condamnés à payer une lourde amende.